# ماریتا اسکاملسرود لوند
ماریتا اسکاملسرود لوند (انگلیسی: Marita Skammelsrud Lund؛ زادهٔ ۲۹ ژانویهٔ ۱۹۸۹) بازیکن فوتبال اهل نروژ است.
وی همچنین در تیم‌های ملی فوتبال زنان نروژ بازی کرده‌است.